# Adolphe Rome
Adolphe Rome (Stavelot, 12 de julho de 1889 – Korbeek-Lo, 9 de abril de 1971) foi um filólogo clássico e historiador da ciência belga, que trabalhou em especial com a história da astronomia.
Foi palestrante plenário do Congresso Internacional de Matemáticos em Cambridge, Massachusetts (1950: The Calculation of an Eclipse of the Sun According to Theon of Alexandria).

## Publicações selecionadas
- Le R. P. Henri Bosmans, S. J. (1852–1928). In: Isis 12, 1929, Nr. 1, S. 88–112.
- Commentaires de Pappus et de Théon d’Alexandrie sur l’Almageste. 3 Bände. Biblioteca Apostolica Vaticana, Rom 1931–1943.